# 中村正也
中村 正也（なかむら まさや、1926年〈大正15年〉3月29日 - 2001年〈平成13年〉6月6日）は、日本の写真家。コマーシャルやヌード写真の分野で活躍。第3代日本広告写真家協会会長。

## 略歴
川崎市立川崎工業学校電気科入学、東京高等工芸学校（現千葉大学工学部）写真科を経て、1948年読売新聞写真部入社。同社を半年で退社し、世界映画社に入社。1950年、同社を退社し、映画スター社に入社。1951年よりフリー。
富士フイルム「FUJICA ST 801」の広告に起用されたノルウェーの留学生であったゲルトちゃんことゲルト・ティングラムのヌードを撮影した。

## 受賞
- 第一回日本写真批評家協会新人賞（1957年）
- 富士フイルムプロフェッシャナル・フォトコンテスト銅賞（「ヌード」で受賞。1961年）
- ニューヨーク・アートディレクターズ・クラブ（英語版）写真賞受賞（1966年）
- 日本光学賞（1966年）
- 印刷時報社賞（'72年版三菱製紙カレンダーで受賞。）
- 日本写真協会功労賞

## 写真集
- 『野分け』
- 『エマ・ヌード・イン・アフリカ』